# Emilie Autumn

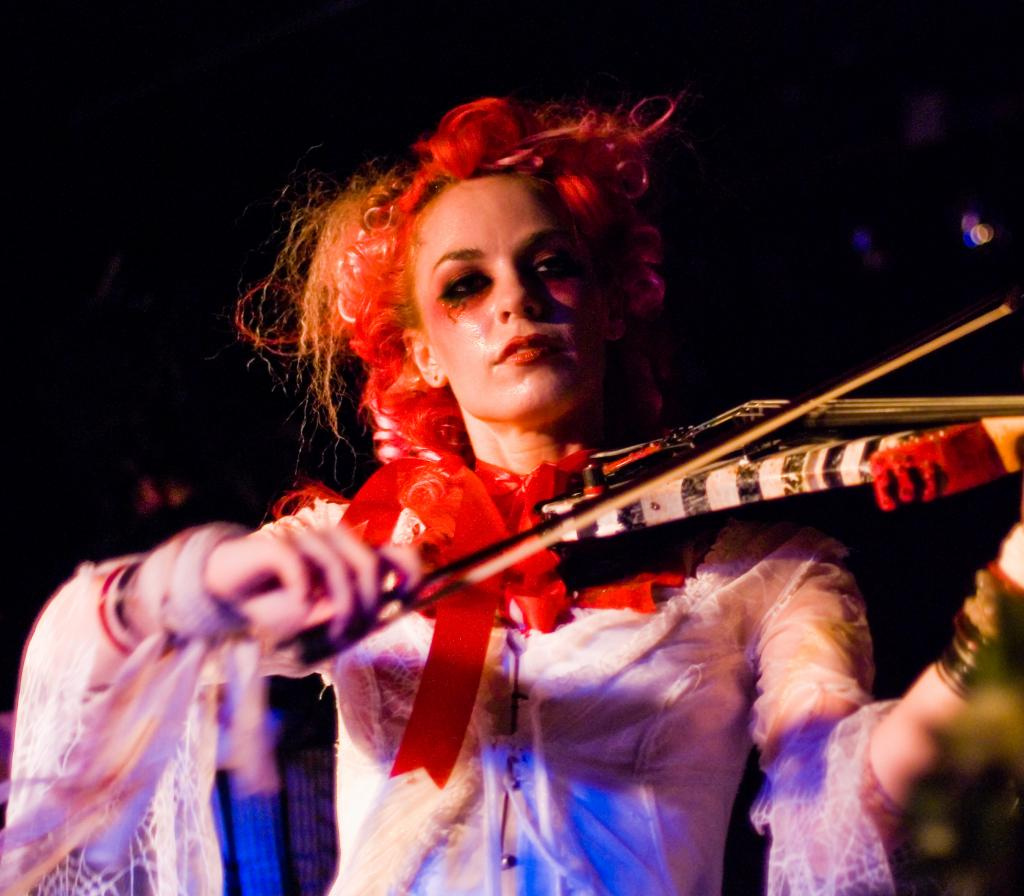
Emilie Autumn, Frankfurt, 2007

Emilie Autumn Liddell (ur. 22 września 1979) – amerykańska piosenkarka, poetka i skrzypaczka. Obecnie mieszka w Chicago. Jest znana z teatralnego stylu koncertów oraz z mieszania różnych stylów muzycznych, głównie muzyki poważnej z muzyką elektroniczną.
W październiku zakończyła kolejną trasę koncertową po Europie. Na scenie występuje razem ze swoimi wokalistkami i tancerkami, które nazywa The Bloody Crumpets. 18 października przyjechała do Polski na Independent Festival (klub Progresja, Warszawa).
Obecnie posiada umowę z The End Record. Poprzednio była związana z wytwórnią Trisol, miała również własną wytwórnię – Traitor Records. Ponadto jest współwłaścicielką WillowTech House, firmy zajmującej się projektowaniem i sprzedażą odzieży oraz akcesoriów do ubrań. Jej ulubionym instrumentem są skrzypce: barokowe i elektryczne. Potrafi także grać na altówce, fortepianie i klawesynie. Swój rodzaj muzyki określa jako „victoriandustrial” lub „violindustrial”, a swoich fanów nazywa „Muffins” bądź „Plague Rats”.

## Życiorys

### Wczesne życie
Emilie urodziła się 22 września 1979 w Malibu, Kalifornia. Mimo że jej rodzina nie miała tradycji muzycznych, naukę gry na skrzypcach rozpoczęła już w wieku czterech lat. Sześć lat później zapisała się do Colburn School of Performing Arts, gdzie rozpoczęła eksperymentować z grą improwizowaną. Jej inspiracją był wtedy znany brytyjski skrzypek Nigel Kennedy. W 2003 stwierdzi, że „jadła, spała i oddychała jego nagraniami”. Emilie była dręczona i unikana przez rówieśników, co spowodowało jej rezygnację z konwencjonalnego nauczania. Kontynuowała poszerzanie swojej wiedzy i doskonalenie umiejętności w domu. W tym czasie czytała „wszystko pod słońcem, od historii muzyki, przez literaturę feministyczną, do Shakespeare’a”.
Gdy miała piętnaście lat wygrała miejsce w prestiżowym Indiana University School of Music w Bloomington. Jednak opuściła ten uniwersytet po konflikcie z władzami uczelni, którym nie odpowiadał jej gust muzyczny oraz styl ubierania się. Już wtedy Emilie zwracała na siebie uwagę jaskrawym kolorem włosów.
Po powrocie do Los Angeles, zainteresowania Emilie muzyką poważną obejmowały okresy od średniowiecza, przez renesans do baroku. Kontynuowała także badanie gatunków muzyki rozrywkowej takich jak rock i jazz. Po roku do swoich kompozycji wprowadziła wokal. Wtedy też podpisała umowę z jedną z mniej znanych wytwórni muzycznych. Jednak producenci szybko zaczęli ingerować w jej materiał.
Wściekła z powodu takiego traktowania oraz z braku zainteresowania ze strony własnego menadżera, Emilie zerwała kontrakt i postanowiła działać na własną rękę. Między innymi występowała wtedy ze znajomymi w barokowym zespole „Ravensong”. W 2000 założyła wytwórnię Traitor Records w celu wydania albumu On A Day…, który skomponowała w 1997. Nagranie to zawierało solówki na skrzypcach w wykonaniu Autumn.
Na początku 2001 przeniosła się do Chicago, gdzie rozpoczęła pracę nad debiutanckim albumem z prawdziwego zdarzenia, nazwanym Enchant. Jako zapowiedź tego albumu wypuściła EP dla utworu „Chambermaid”.
Jako hołd dla ofiar z 11 września, Emilie wydała charytatywny singiel By The Sword. Zyski przekazała Amerykańskiemu Czerwonemu Krzyżowi oraz AmeriCares.
W 2003 skompletowała 14 piosenek składających się na Enchant, który pokazywał unikatowy styl jej muzyki znany jako „fantazyjny rock”. Było to połączenie rocka, muzyki poważnej, celtyckiej oraz kabaretu. Album został ponownie wydany w 2007 roku przez Trisol Music Group.

### Droga do sławy (2003–2005)
Emilie stała się bardziej znana dzięki byłej frontmence Hole, Courtney Love, która zwerbowała Autumn do pracy nad swoim pierwszym, solowym projektem America’s Sweetheart (2004).
Po nagraniu tego albumu, Emilie podróżowała z Love jako część żeńskiego zespołu The Chelsea. Dzięki temu poznała wokalistę The Smashing Pumpkins, Billy’ego Corgana. Po powrocie do Chicago zaczęła z nim współpracować. W piosence ‘DIA’ z solowego albumu Corgana TheFutureEmbrace można usłyszeć jej skrzypce i wokal. Potem kilka razy z nim występowała oraz zaprojektowała i uszyła kostiumy do teledysku „Walking Shade”. Ich współpraca zakończyła się wiosną 2005.

### Późniejsza kariera solowa (2005-obecnie)
Emilie rozpoczęła pracę nad kolejnym albumem we wrześniu 2005. Nowy album pt. Opheliac powstał w Mad Villain Studios (Chicago). Okazał się mroczniejszy i bardziej agresywny od Enchant, głównie z powodu mocno industrialnego stylu. Autumn określiła ten album jako silnie autobiograficzny.
Pod koniec 2005 dodała do swoich występów żeńską grupę, którą przedstawiała jako The Bloody Crumpets.
Wiosną 2006 wypuściła na rynek limitowany EP, który zawierał 8 utworów z nowej płyty. Natomiast pełnowymiarowy album Opheliac został wydany 18 kwietnia przez Trisol Music Group.
Zimą 2006 przed rozpoczęciem europejskiej trasy nagrała nowy, całkowicie instrumentalny, dwupłytowy album Laced/Unlaced. Pierwszy dysk, Laced, jest reedycją On A Day… z dodatkiem 5 utworów w wykonaniu koncertowym. Drugi dysk natomiast, Unlaced, przedstawia jej oryginalny i wyrazisty styl nazwany „violindustrial”.
Pierwszy występ z nowym materiałem miał miejsce 22 maja 2007 podczas festiwalu Wave Gothic Treffen w Niemczech. Następnie od 22 czerwca do 11 sierpnia Emilie koncertowała, promując w Europie swoje albumy: Opheliac oraz Unlaced. Zawitała do Niemiec, Austrii, Anglii i Holandii. W czasie występów towarzyszyło jej The Bloody Crumpets w składzie: Lady Aprella, Lucina, Vecona, Veronica Varlow i Pinkie Pie.
W kwietniu ponownie wydała swój debiutancki album Enchant, tym razem w limitowanej, wzbogaconej edycji oraz album zawierający kompilację wcześniej niepublikowanych utworów – A Bit O’ This & That.
Zimą 2007 odbyła kolejną trasę po Europie – The Asylum Tour 2007. Odwiedziła Niemcy, Austrię, Belgię, Holandię i Włochy.
18 lutego 2008 został wydany EP zatytułowany 4 O’Clock.
15-30 kwietnia Emilie odbyła następne tournée. Wystąpiła wtedy we Francji, Anglii, Szkocji, Niemczech, Belgii i Holandii. Podczas koncertów w Wielkiej Brytanii do The Bloody Crumpets dołączyła alternatywna modelka Ulorin Vex.
Podczas kolejnych tournée po Europie odwiedziła także Polskę, grając 2 kwietnia 2009, 9 lutego 2010 i 20 marca 2012 koncerty w warszawskim klubie Progresja, a 1.09.2013 zawitała do krakowskiego "Kwadratu".
W 2012 r. wydała swoją najnowszą płytę "Fight Like A Girl". Ponadto stworzyła musical- The Devil’s Carnival.
Autumn napisała „gotycką, dziecięcą książkę tylko dla dorosłych” zatytułowaną The Alphabet Book of X-Boyfriends, do której wykonała także ilustracje. Nie została jeszcze wydana. Kolejna książka, „The Asylum For Wayward Victorian Girls” została wydana w 2009 roku. Bogato ilustrowany przez autorkę tom jest określany jako autobiografia.
Emilie Autumn jest także właścicielem firmy WillowTech House, która zajmuje się projektowaniem i sprzedażą odzieży oraz akcesoriów do ubrań (w gotyckim stylu). Wszystkie rzeczy są ręcznie wykonywane przez Autumn i Lee Ann Helmer, która jest współwłaścicielem firmy. Helmer jest też znana jako fLee lub Queen of Tarts.
Piosenka „Organ Grinder” znalazła się na europejskiej edycji soundtracku do Saw III, a „Dead Is The New Alive (Manipulator Mix by Dope Stars Inc.)” na światowej wersji ścieżki dźwiękowej do Saw IV.
Obecny skład The Bloody Crumpets: Naughty Veronica (Veronica Varlow), Captain Maggot (Maggie Lally), Suffer The Bear (maskotka)

## Występy telewizyjne
Emilie pojawiła się w jednym z odcinków That’s Clever! (wtedy Crafters Coast To Coast) w telewizji HGTV, w którym stworzyła kilka przedmiotów dostępnych w WillowTech House.
Nagrała również partie instrumentów smyczkowych utworu „Detharmonic” grupy Dethklok w popularnej kreskówce dla dorosłych Metalocalypse, odc. pod tytułem „Fatkid at the Detharmonic”. Można ją także usłyszeć na płycie z tego serialu – The Dethalbum.
Oraz współpracowała z Terrance Zdunichiem przy filmie i spektaklach z cyklu The Devil’s Carnival

## Dyskografia

### Albumy studyjne
- On a Day: Music for Violin & Continuo (2000)
- Enchant (2003)
- Opheliac (2006)
- Laced/Unlaced (2007)
- Fight Like a Girl (2012)

### Kompilacje
- A Bit o' This & That (2007)

### Minialbumy
- By the Sword (2001)
- Chambermaid (2001)
- Opheliac EP (2006)
- Liar & Dead is the New Alive (2006)
- 4 o'Clock (2008)
- Girls Just Wanna Have Fun & Bohemian Rhapsody (2008)

### Single
- Prick! Goes the Scorpion's Tale
- Fight Like a Girl (2012)

### Gościnny udział
- Wokal i skrzypce do albumu America’s Sweetheart (2004) od Courtney Love
- Wokal i skrzypce do piosenki „DIA” z albumu TheFutureEmbrace (2005) od Billy’ego Corgana
- Skrzypce do piosenki „Dethharmonic” z albumu The Dethalbum (2007) od Dethkloka
- Piosenka „Organ Grinder” do europejskiej edycji soundtracku do Saw III
- Remiks piosenki „Dead Is The New Alive” do światowej edycji soundtracku do Saw IV
- Skrzypce do piosenki „UR A WMN NOW” z albumu Smash the Control Machine (2009) od Otep